# Western Union

Логотип Western Union

«Western Union» (укр. «Вестерн Юніен») — міжнародна система термінових грошових переказів готівкою. 
Western Union — одна з найбільших у світі систем: нині поєднує понад 200 країн і територій. У 2010 р. чистий прибуток  Western Union становив 909 млн доларів США.  Компанія має 445 тис. пунктів по обслуговуванню клієнтів . 

## Діяльність в Україні
B 2017 році понад 75% переказів валюти з-за кордону було здійснено через Western Union і MoneyGram (51,5% і 23,8% всіх транскордонних переказів в Україну відповідно).
Також, Національний банк України повідомив, що в I півріччі 2018 року системи грошових переказів, створені нерезидентами, прислали в Україну транскордонні перекази на $ 1,02 млрд (в еквіваленті).
Більшу частину - 56% - валюти користувачі перевели через міжнародну систему Western Union. На другому місці - MoneyGram (23%). Система IntelExpress зайняла 9% ринку. А на інші чотири системи довелося 12%. Гроші можна надіслати онлайн або особисто у відділеннях Western Union. Готівку можна отримати особисто в будь-якому іншому відділенні Western Union по всьому світу, надавши 10-значний MTCN (контрольний номер грошового переказу) та посвідчення особи. У деяких випадках замість ідентифікації можна використовувати таємне запитання та відповідь.

## Скандал в Україні
Компанія, завдяки своєму монопольному становищу на українському ринку,  застосовувала підвищені розцінки на переказ коштів. Завдяки втручанню Антимонопольного комітету України (АМКУ), вдалося домовитись про прийнятні тарифи.
На думку фахівців АМКУ, компанія завищила тарифи на свої послуги, внаслідок чого українцям доводиться сплачувати 12—13 відсотків суми переказу.